# Zövlə
Zövlə è un comune dell'Azerbaigian situato nel distretto di Lənkəran.